# Travbana

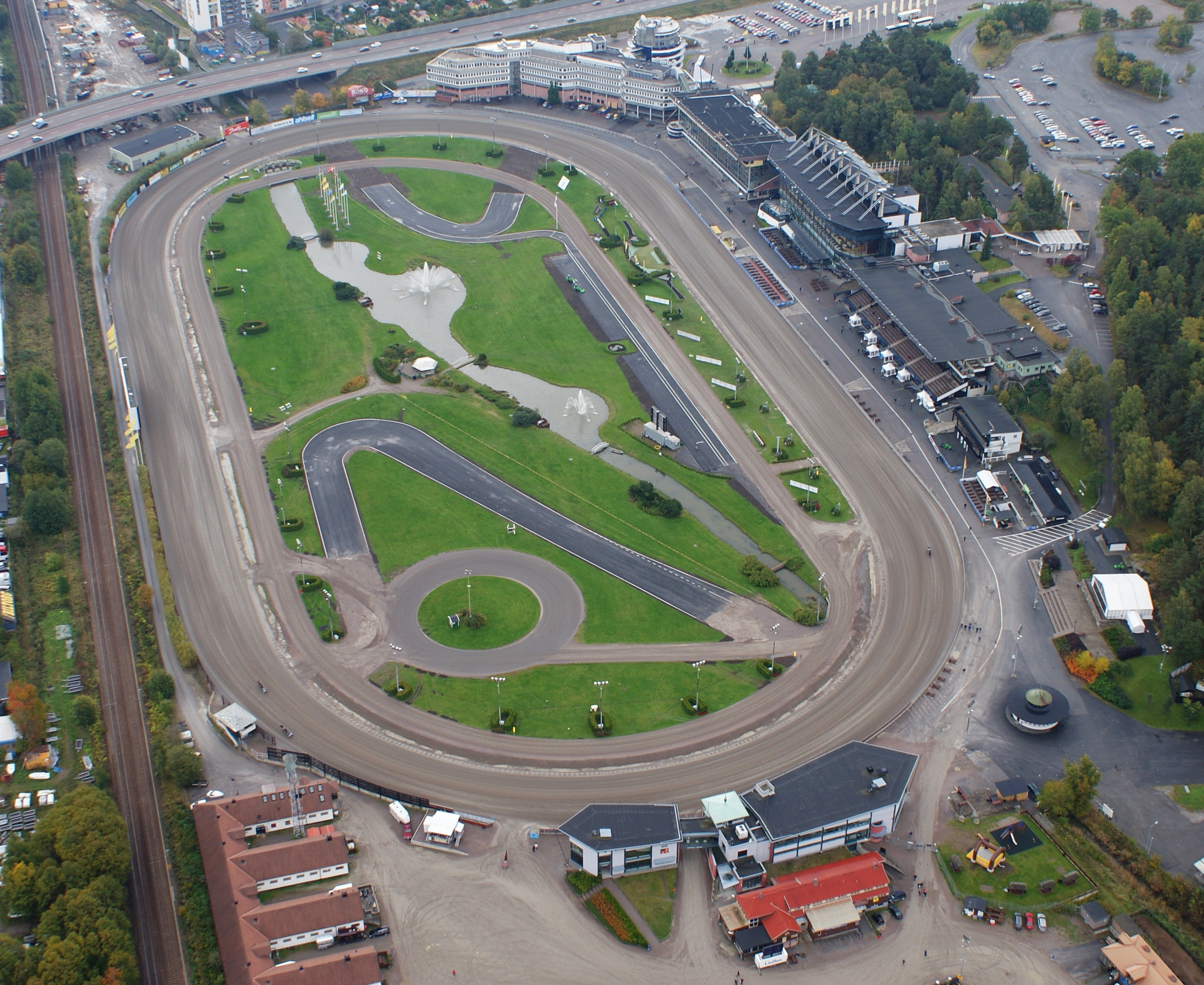
Solvalla travbana belägen i Stockholm, och Sveriges nationalarena för travsport.

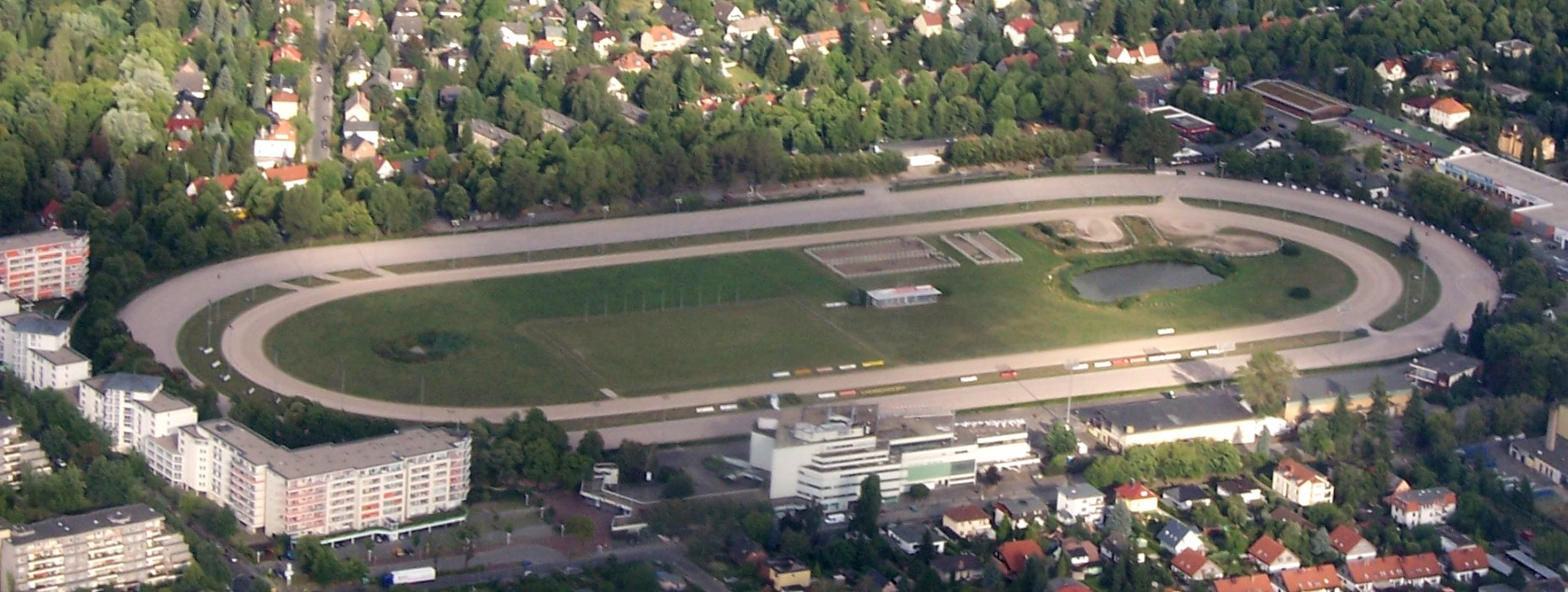
Trabrennbahn Mariendorf i Berlin.

Travbana kallas en oval grusbana, oftast 1 000 meter lång med doserade kurvor, där kuskar och hästar deltar i travtävlingar. Med travbana avses även anläggningen runt banan med stall, åskådarläktare, totohall med mera.

## Typer av travbanor
Exempel på typer av travbanor avsedda för tävling:
- 1 000-metersbana – den vanligaste typen av travbana i Sverige.
- 800-metersbana – endast ett fåtal finns i Sverige, bland annat Åmålstravet[1]
- Milebana – 1 609 meter lång, det vill säga en engelsk mil. I Sverige finns en milebana, på Tingsrydtravet i Tingsryd.[2]

Vid travanläggningar finns ofta även andra travbanor än för tävling, avsedda för träning, uppvärmning, med mera.

## Open stretch
Fram till 1990-talet hade travbanor i Nordamerikansk travsport en skena på insidan av upploppets bankant, likt på galoppbanor. Denna skena ersattes sedan med en rad korta pyloner (vanligtvis av ett flexibelt material), som markerade banans inre gräns. Denna förändring gjordes främst av säkerhetsskäl, då det tillåter ett ekipage att köra in på banans insida om det behövs, till exempel vid galopp. Denna förändring möjliggjorde en ny uppfinning, "open stretch", vilket innebär ett ytterligare spår på insidan av banan, där skenan normalt skulle varit. Ekipaget bakom ledande häst får därmed chansen att på upploppet smita förbi på insidan. Det gör tävlingar mer öppna med potentiellt högre utbetalningar - och mer attraktiva för spelare.
I Sverige finns det två banor med open stretch: Skellefteåtravet (ett extra spår), Åbytravet (två extra spår) och Åmålstravet (ett extra spår).